# Hoeocryptus bellicosus
Hoeocryptus bellicosus är en stekelart som först beskrevs av André Seyrig 1952.  Hoeocryptus bellicosus ingår i släktet Hoeocryptus och familjen brokparasitsteklar. Inga underarter finns listade i Catalogue of Life.